# Вранови
Вижте пояснителната страница за други значения на Врана.
Вранови (Corvidae) са семейство средно големи птици от разред Врабчоподобни (Passeriformes).

## Разпространение
На територията на България се срещат следните 9 вида:
- Corvus corax -- Гарван гробар
- Corvus cornix -- Сива врана
- Corvus frugilegus -- Посевна врана
- Coloeus monedula -- Чавка
- Garrulus glandarius -- Сойка
- Nucifraga caryocatactes -- Сокерица
- Pica pica -- Сврака
- Pyrrhocorax graculus -- Жълтоклюна гарга (Алпийска гарга)
- Pyrrhocorax pyrrhocorax -- Червеноклюна гарга

## Начин на живот и хранене
Живеят в дивата природа, но много от видовете се чувстват добре и в човешко присъствие. Повечето видове са всеядни, но се срещат и растителноядни, насекомоядни и включително хищни.

## Размножаване
Малките се излюпват слепи и неразвити, родителите се грижат за тях. Често пъти младите птици се задържат при родителите си значително след като са станали способни да се грижат сами за себе си.

## Допълнителни сведения
В България е широко разпространено семейство. Повечето от видовете се опитомяват лесно и се чувстват добре сред хората. Представителите на семейство Вранови са считани за едни от най-интелигентните птици.

## Списък на родовете
Семейство Вранови
- Род Aegithina
- Род Aleadryas
- Род Androphobus
- Род Aphelocoma
- Род Arses
- Род Artamus
- Род Batis
- Род Calocitta
- Род Campephaga
- Род Campochaera
- Род Chaetorhynchus
- Род Chasiempis
- Род Cinclosoma
- Род Cissa
- Род Cissilopha
- Род Clytorhynchus
- Род Cnemophilus
- Род Colluricincla
- Род Coracina
- Род Coracornis
- Род Corvus -- Врани
- Род Cracticus
- Род Crypsirina
- Род Cyanocitta
- Род Cyanocorax
- Род Cyanolyca
- Род Cyanopica
- Род Daphoenositta
- Род Dendrocitta
- Род Dicrurus
- Род Elminia
- Род Erythrocercus
- Род Eulacestoma
- Род Eutrichomyias
- Род Falcunculus
- Род Garrulus -- Сойки
- Род Grallina
- Род Gymnorhina
- Род Gymnorhinus
- Род Hylocitrea
- Род Hypothymis
- Род Ifrita
- Род Lalage
- Род Lamprolia
- Род Lanioturdus
- Род Loboparadisea
- Род Macgregoria
- Род Machaerirhynchus
- Род Mayrornis
- Род Melampitta
- Род Metabolus
- Род Mohoua
- Род Monarcha
- Род Myiagra
- Род Neolalage
- Род Nucifraga -- Сокерици
- Род Oreoica
- Род Oriolus -- Авлиги
- Род Pachycare
- Род Pachycephala
- Род Peltops
- Род Pericrocotus
- Род Perisoreus
- Род Pica -- Свраки
- Род Pitohui
- Род Pityriasis
- Род Platylophus
- Род Platysmurus
- Род Platysteira
- Род Podoces
- Род Pomarea
- Род Pseudopodoces
- Род Psilorhinus
- Род Psophodes
- Род Ptilorrhoa
- Род Ptilostomus
- Род Pyrrhocorax -- Алпийски гарги
- Род Rhagologus
- Род Rhipidura
- Род Sphecotheres
- Род Strepera
- Род Temnurus
- Род Terpsiphone
- Род Trochocercus
- Род Turnagra
- Род Urocissa
- Род Zavattariornis